# Patricia Kaas (альбом)
Patricia Kaas —  десятый студийный альбом французской певицы Патрисии Каас, выпущенный 11 ноября 2016 года на лейбле Warner Music.

## Об альбоме
О выходе нового альбома певица объявила в 2015 году, сказав, что она возвращается к своему привычному стилю. Это фактически первый за 13 лет альбом, где присутствуют только новые и оригинальные песни. Альбом записывался во Франции на парижских студиях Les Studios Saint Germain и Studio Labomatic в период с марта 2015 по июнь 2016 года. Продюсером стал британец Джонатан Квармби. Позже певица рассказала, что альбом личный и отражает события последних событий её жизни, также Каас заявила, что решила затронуть на альбоме остросоциальные темы, тему домашнего насилия, например, поскольку они по какой-то причине замалчиваются в обществе.
20 июня 2016 года певица выпустила лид-сингл «Le Jour et l’Heure», по заверению автора, песня была написана под впечатлением от терактов в Париже в 2015 году. Песня смогла добраться до 69 места в сингловом чарте. 14 сентября был выпущен второй сингл «Madame Tout le monde».
Сам альбом вышел 11 ноября 2016 года. Выход пластинки совпал с пятидесятилетием певицы и тридцатилетием с начала её творческой деятельности. Пластинка получила положительные отзывы критиков, а также вошла в первую двадцатку чартов Бельгии, Франции и Швейцарии.

## Список композиций
| №                   | Название                        | Автор(ы)                                                  | Длительность |
| ------------------- | ------------------------------- | --------------------------------------------------------- | ------------ |
| 1.                  | «Adèle»                         | Бен Мазуэ                                                 | 3:07         |
| 2.                  | «Cogne»                         | Керен Мелуль, Реми Лакруа                                 | 3:34         |
| 3.                  | «Madame Tout le monde»          | Пьер Жуишомм, Орели Саада, Джонатан Куамрмби, Реми Лакруа | 2:48         |
| 4.                  | «Sans tes mains»                | Баптист Бендер                                            | 3:34         |
| 5.                  | «La Maison en bord de mer»      | Реми Лакруа                                               | 3:35         |
| 6.                  | «Embrasse»                      | Реми Лакруа                                               | 3:31         |
| 7.                  | «Marre de mon amant»            | Мирко Банович                                             | 3:25         |
| 8.                  | «Sans nous»                     | Бен Мазуэ                                                 | 3:55         |
| 9.                  | «Ne l’oubliez jamais»           | Давид Эспозито                                            | 4:35         |
| 10.                 | «Le Jour et l’Heure»            | Давид Верлан, Реми Лакруа                                 | 3:26         |
| 11.                 | «La Langue que je parle»        | Даран                                                     | 3:08         |
| 12.                 | «Ma météo personnelle»          | Джонатан Куамрмби, Реми Лакруа                            | 3:22         |
| 13.                 | «Ma tristesse est n’importe où» | Даран                                                     | 3:43         |
| Общая длительность: | Общая длительность:             | Общая длительность:                                       | 49:00        |

| №   | Название                              | Автор(ы)    | Длительность |
| --- | ------------------------------------- | ----------- | ------------ |
| 14. | «Le refuge» (Bonus track)             | Реми Лакруа | 3:23         |
| 15. | «Adèle» (Version acoustique)          |             | 2:26         |
| 16. | «Sans tes mains» (Version acoustique) |             | 3:08         |
| 17. | «Embrasse» (Version acoustique)       |             | 2:30         |
| 18. | «Cogne» (Version acoustique)          |             | 3:25         |
| 19. | «Le refuge» (Version acoustique)      |             | 3:32         |

## Чарты
| Чарт (2016)                     | Высшая позиция |
| ------------------------------- | -------------- |
| Бельгия/Валлония (Ultratop)     | 8              |
| Бельгия/Фландрия (Ultratop)     | 69             |
| Германия (Offizielle Top 100)   | 34             |
| Нидерланды (Album Top 100)      | 139            |
| Франция (SNEP)                  | 13             |
| Швейцария (Schweizer Hitparade) | 10             |
| Швейцария/Романдия (GfK)        | 32             |

| Чарт (2016)                 | Позиция |
| --------------------------- | ------- |
| Бельгия/Валлония (Ultratop) | 54      |
| Франция (SNEP)              | 99      |
| Чарт (2017)                 | Позиция |
| Бельгия/Валлония (Ultratop) | 129     |

## Сертификации и продажи
| Регион                                                       | Сертификация | Продажи |
| ------------------------------------------------------------ | ------------ | ------- |
| Франция (SNEP)                                               | Золотой      | 50 000  |
| * Данные о продажах приведены только на основе сертификации. |              |         |